# Heiner Kausch
Heiner Kausch (* 26. Juni 1966 in Osterode am Harz) ist ein deutscher Politiker der CDU.
Nachdem er das Gymnasium mit dem Abitur verlassen hatte, absolvierte Kausch die Banklehre. An diese schloss sich ein Studium der Betriebswirtschaftslehre an der Freien Universität Berlin an, welches er 1994 mit dem Abschluss als Diplom-Kaufmann beendete. Er nahm daraufhin eine Tätigkeit als Business Analyst bei Electronic Data Systems (EDS) in Berlin auf.
Kausch trat 1987 in die CDU ein. Innerhalb des Landesverbandes der Jungen Union übte er von 1991 bis 1993 das Amt des Geschäftsführers und danach bis 1996 das des Landesvorsitzenden aus. Er gehörte außerdem dem Kreisvorstand der CDU im Bezirk Wedding an und war unter anderem auch stellvertretender Vorsitzender des CDU-Ortsverbandes Gesundbrunnen. 1999 zog er über ein Direktmandat im Wahlkreis Wedding 1 in das Abgeordnetenhaus von Berlin ein, dem er bis 2001 angehörte.